# Balls and My Word
Albums de Scarface
The Fix
(2002) My Homies Part 2
(2006)
Balls and My Word est le huitième album studio de Scarface, sorti le 8 avril 2003.
L'album s'est classé 3e au Top R&B/Hip-Hop Albums et 20e au Billboard 200.

## Liste des titres
| No  | Titre                                                                   | Auteur                                                  | Contient un (des) sample(s) de    | Durée |
| --- | ----------------------------------------------------------------------- | ------------------------------------------------------- | --------------------------------- | ----- |
| 1.  | Balls & My Word (Intro) (Produit par DJ Ready Red)                      | B. Jordan, C. Leysath                                   | My Balls and My Words de Scarface | 1:43  |
| 2.  | Recognize (Produit par Ensayne Wayne)                                   | B. Jordan, F. Miles                                     |                                   | 4:40  |
| 3.  | On My Grind (featuring Z-Ro – Produit par T-Mix)                        | B. Jordan, J. McVey, T. Jones                           |                                   | 4:21  |
| 4.  | Bitch Nigga (featuring Dirt Bomb, Bun B et Z-Ro)                        | B. Jordan, B. Freeman, J. McVey – Produit par Mike Dean |                                   | 4:35  |
| 5.  | Stuck at a Standstill (Produit par N.O. Joe)                            | B. Jordan, J. Johnson                                   |                                   | 3:46  |
| 6.  | Strapped (Interlude)                                                    |                                                         |                                   | 0:51  |
| 7.  | Only Your Mother (featuring Devin the Dude et Tela – Produit par T-Mix) | B. Jordan, D. Copeland, T. Jones, W. Rogers             |                                   | 4:37  |
| 8.  | Make Your Peace (Produit par Mike Dean et Tone Capone)                  | B. Jordan, A. Gilmour                                   |                                   | 4:41  |
| 9.  | Spend the Night (Produit par 7 Aurelius)                                | B. Jordan, S. Aurelius                                  |                                   | 3:46  |
| 10. | Mary II (Produit par Mike Dean et Tone Capone)                          | B. Jordan, A. Gilmour                                   |                                   | 4:45  |
| 11. | Dirty Money (featuring Tanya Herron – Produit par Mike Dean)            | B. Jordan                                               |                                   | 4:48  |
| 12. | Fuck'n with Face (Produit par Sam Sneed)                                | B. Jordan, S. Anderson                                  |                                   | 4:09  |
| 13. | Invincible (Produit par Mr. Lee et N.O. Joe)                            | B. Jordan, J. Johnson, L. Williams                      |                                   | 3:28  |
| 14. | Real Nigga Blues (Produit par Mike Dean)                                | B. Jordan                                               |                                   | 5:06  |